# Karl Moravek
Karl Moravek (* 5. Januar 1911 in Fiume; † 1943) war ein österreichischer Diplomingenieur und Rassenkundler, der für die Rassenhygienische Forschungsstelle arbeitete. Moravek war schon in seiner Schulzeit in völkischen und deutschnationalen Organisationen aktiv und trat 1933 der in Österreich illegalen NSDAP und 1938 der SS bei.

## Elternhaus, Schulzeit und Studium
Karl Moravek wurde am 5. Januar 1911 in Fiume als Sohn eines Postbeamten und Oberstleutnants der Reserve geboren. Sein Vater Karl Moravek fiel 1913 im Zweiten Balkankrieg. Seine aus Wien stammende Mutter Giesela Moravek zog mit ihrem Sohn nach Wien, dort besuchte Karl die Volksschule, danach eine Realschule. Nach 1926 wurde er im Deutschen Mittelschülerbund und der Pennäler-Burschenschaft der Ostmark aktiv, ebenso war er zeitweilig Anhänger des Tannenbergbunds.
Aus dem rechtsextremen „Deutschen Mittelschülerbund“ ging später der NS-Schülerbund in Österreich hervor. In Deutschland war der NS-Schülerbund der Vorläufer der Hitlerjugend. Auch die österreichische Pennäler-Burschenschaft ist politisch ähnlich einzuordnen. Der Tannenbergbund ist eine der Vorläuferorganisationen des völkischen Bundes für Deutsche Gotterkenntnis.
1929 schloss Moravek die Realschule erfolgreich ab. Seinem Wunsch, Anthropologie und Urgeschichte zu studieren, konnte er sich aufgrund des Vetos seines wohlhabenden Großvaters nicht erfüllen; er studierte stattdessen Vermessungswesen an der Technischen Hochschule Wien. 1933 trat er unmittelbar nach dem Verbot in die nun in Österreich illegale NSDAP ein, später schloss er sich zum 1. Mai 1938 der Partei regulär an (Mitgliedsnummer 6.287.037). Das Studium schloss er mit Diplom 1934 ab und schlug sich mit Hilfsarbeiten und Nebentätigkeiten durch.
Hertha Bail, seine spätere Verlobte und überzeugte Nationalsozialistin, lernte er 1934 kennen. Sie wurde später auch eine „unschätzbare Hilfe“ (Moravek) bei seinen rassenkundlichen Arbeiten. Bail war neun Jahre älter als er.
Sein selbst finanziertes Studium der Anthropologie, Psychologie und Urgeschichte an der Universität Wien konnte Moravek 1935 aufnehmen. Die Deutsche Forschungsgemeinschaft (DFG) förderte 1937 sein Vorhaben „bevölkerungspolitische und rassenkundliche Aufnahme eines Landesbezirks in Österreich“, vermutlich waren dies schon Vorarbeiten für seine spätere Dissertation. Aus ökonomischen Gründen musste er das Studium unterbrechen; er wurde ständiger freier Mitarbeiter des Deutschen Kurzwellensenders in Berlin.
Moravek setzte auch sein Studium in Berlin fort. Im März 1938 gab er zwar noch im April 1938 an, in Berlin 1939 die Doktorprüfung abzulegen, doch kehrte er im Sommer 1938 nach Wien zurück. Am 30. März 1938 trat er der SS bei (SS-Nummer 382.265). Es folgte der Austritt aus der katholischen Kirche. Der Kirchenaustritt bei Mitgliedschaft in der SS wurde nachdrücklich gefordert. Beim für Ehegenehmigungen für Angehörige der SS zuständigen Rasse- und Siedlungshauptamt der SS war sein Ehegesuch vom August 1939 erhalten, seine Verlobte gab als Religionszugehörigkeit „gottgläubig“ an.
Ende Juni 1939 meldete er sich zur Doktorprüfung mit den Fächern Anthropologie und Urgeschichte in Wien an und legte die Dissertation „Zur Rassenkunde der burgenländischen Zigeuner“ vor.

## Die Doktorarbeit: „Zur Rassenkunde der burgenländischen Zigeuner“

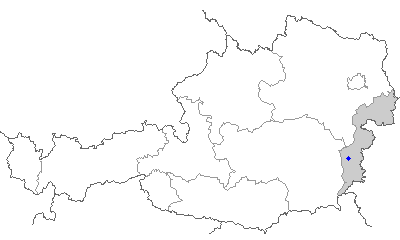
Lage von Oberwart

Die 1939 vorgelegte Dissertation Zur Rassenkunde der burgenländischen Zigeuner umfasst 90 Textseiten sowie einen Anhang mit Tabellen und 19 Bildtafeln. Sie ist eine Teilauswertung seiner im Sommer 1937 sowie Herbst und Winter 1938 in der südburgenländischen Ortschaft Oberwart (Gau Steiermark) durchgeführten Erhebung. Moravek sammelte anthropometrische Daten von rund 2000 Personen der „bodenständigen Bevölkerung“ und verglich diese mit den Daten von 460 Roma. Bei einem Großteil der untersuchten Roma meint er eine starke Vermischung mit anderen „Rassen“ feststellen zu können, etwa 10 % der Untersuchten würden stark „nordische Merkmalsausprägungen“ zeigen.
Aus seiner Untersuchung und der von ihm behaupteten Rassenmischung folgerte er:

„Vom rassenhygienischen Standpunkt aus müssen wir es sehr bedauern, daß es zu den vorhin geschilderten Zuständen gekommen ist. Vor allem wird die Behandlung des Zigeunerproblems dadurch erschwert. Es bleibt zu hoffen, daß die in Ausarbeitung befindlichen Zigeunergesetze diesen Umständen Rechnung tragen und alle nötigen Vorkehrungen treffen, daß jede weitere Vermischung mit den Zigeunern unterbunden wird.“

Die Förderer der Dissertation verweisen auf ein Geflecht aus Rassenhygienikern, das bis zu den regionalen Anhängern und Funktionären der zunächst illegalen NSDAP reichte. Neben der bereits genannten DFG förderten der zum Volksbund für das Deutschtum im Ausland (VDA) gehörende Deutsche Schulverein – Südmark, die Burgenländische Landeshauptmannschaft, der Reichsnährstand Südmark, NSDAP-Politiker: so der zunächst illegale NSDAP Gaupropagandaleiter Hans Goger und der seit 1935 illegale Kreisleiter der NSDAP von Oberwart Eduard Nicka die Dissertation. Hans Goger war ein persönlicher Freund des zunächst illegalen NSDAP-Gauleiters des südlichen Burgenlands Tobias Portschy, der ab den späten 1930er Jahren zur Zentralfigur der nationalsozialistischen „Zigeunerverfolgung“ im Burgenland wurde. Im August 1938, kurz nach dem Anschluss Österreichs, legte der nunmalige Landeshauptmann Portschy eine „Denkschrift“ mit dem Titel Die Zigeunerfrage vor, in der er auch die „Zigeunerpolitik“ der illegalen NSDAP beschreibt und auf rassenpolitischer Basis eine „Lösung der Zigeunerfrage“ fordert. Zu den Unterstützern von Moraveks Arbeit gehörte auch die mit der illegalen NSDAP sympathisierende Lehrerschaft des Untersuchungsgebietes.
Auch an den Gutachtern der Dissertation zeigt sich die Einbindung der Untersuchung in das ideologische Umfeld der NSDAP. Die Gutachter waren der Dozent Eberhard Geyer (Erstgutachten) und der Professor Josef Weninger (Zweitgutachter). Geyer spielte eine bedeutende Rolle bei der Einführung der NS-Rassenhygiene an der Wiener Universität. Beide Gutachter stehen für eine extrem politisierte Rassenhygiene, Horst Seidler bezeichnet Weninger als überzeugten Nationalsozialisten. Geyer wertet so:

„Die als Dissertation vorgelegte Arbeit 'ein Beitrag zur Rassenkunde der Burgenländischen Zigeuner' behandelt ein Problem, welchem gerade in der heutigen Zeit besondere Bedeutung zukommt, nämlich die Frage nach der rassischen Zusammensetzung der Zigeuner. Das Material wurde vom Verfasser aus eigener Initiative, nach eigenen Plänen und unter großen persönlichen Opfern selbst gesammelt. Schon allein diese Umstände sind ein Beweis dafür, daß hier wirklich mit wissenschaftlichem Ernst an die Sache herangegangen wurde. Auch die Ausarbeitung der Arbeit selbst, die mit bemerkenswerter Sorgfalt und Genauigkeit ausgeführt worden ist, bestätigt die Gesinnung des Verfassers. Trotz der Sprödigkeit des Materials, das in allererster Linie statistisch erschlossen werden musste, hat sich der Verfasser vom eigentlichen Ziel der Arbeit, ein richtiges Bild vom rassischen Aufbau der burgenländischen Zigeuner zu entwerfen, nicht ablenken lassen und bewiesen, daß er die Voraussetzung für die Zulassung zu den strengen Prüfungen durchaus erfüllt.“

Die Messinstrumente stellte das Anthropologische Institut der Universität Wien, die vollständige Kameraausrüstung die deutsche Firma Leitz.
Joachim S. Hohmann bewertet diese Doktorarbeit und die Übergabe des von ihm gesammelten Datenbestandes an die Rassenhygienische Forschungsstelle als Mitschuld an der Verfolgung und Vernichtung der burgenländischen Roma.

## Arbeit für die Rassenhygienische Forschungsstelle (RHF), Tod

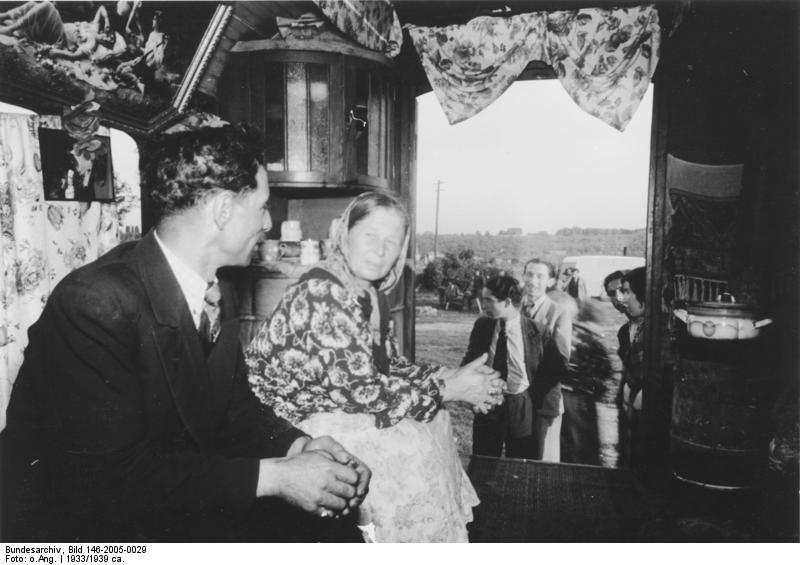
Zwangslager in Halle, hier untersuchte Moravek. Foto einer Fliegenden Arbeitsgruppe der RHF.

Moravek gehörte zu den „Fliegenden Arbeitsgruppen“ der Rassenhygienischen Forschungsstelle (RHF). Unter anderem leitete er 1940 die Erfassung von Roma in Leipzig und Halle an der Saale.
Nach den Erinnerungen von Adolf Würth, einem Mitarbeiter der RHF, gehörte Moravek nicht nur der SS, sondern auch dem Sicherheitsdienst des Reichsführers SS (SD) an.
In den Parteiunterlagen über Moravek ist er als 1943 verstorben gekennzeichnet, was auch den Aussagen seiner Kollegen entspricht. Hohmann vermutet aufgrund eines als Zeichen genutzten Eisernen Kreuzes, dass Moravek bei einer militärischen Aktion gestorben ist. Ein Datum ist nicht vermerkt. Fiume, Moraveks Todesort, gehörte ab September 1943 zum deutsch besetzten Italien bzw. Kroatien und wurde Teil der Operationszone Adriatisches Küstenland. Wegen zahlreicher italienischer, slowenischer und kroatischer Partisanen wurden starke militärische Kräfte stationiert und das Gebiet schließlich im Dezember 1943 zum „Bandenkampfgebiet“ erklärt. Dort war auch die Sonderabteilung Einsatz R der SS aktiv.

## Schriften
- Zur Rassenkunde der burgenländischen Zigeuner. Dissertation 1939
- Eva Justin: Die Rom-Zigeuner. In: Neues Volk. Blätter des Rassenpolitischen Amtes der NSDAP, 11 (5. Juli 1943), H. 5, S. 21–24.[31]